# Love Is Love
Pour plus de détails, voir Fiche technique et Distribution.
Love Is Love (望夫成龍, Mong foo sing lung) est une comédie romantique hongkongaise réalisée par Tommy Leung Ga-shu et sortie en 1990 à Hong Kong.
Elle totalise 13 703 000 HK$ de recettes au box-office.

## Synopsis
Deux amoureux, Shi Jinshui (Stephen Chow) et Wu Daidi (Sandra Ng), ont été élevés à la campagne et s'aiment depuis qu'ils sont petits, mais le père de Wu Daidi (Shing Fui-on) est contre leur mariage. Ils émigrent alors en ville pour commencer une nouvelle vie. Après une querelle conjugale, Wu Daidi est portée disparue et Shi Jinshui part pour Singapour avec sa supérieure.

## Fiche technique
- Titre original : 望夫成龍
- Titre international : Love Is Love
- Réalisation : Tommy Leung Ga-shu
- Scénario : Tang Tak-hei et Yip Kwong-kim
- Photographie : Chan Yuen-kai et Chiu Wai-kin
- Montage : Cheung Kwok-kuen
- Musique : Lee Kwong-tim
- Production : Jeffrey Lau
- Société de production : D&B Films
- Pays d'origine :  Hong Kong
- Langue originale : cantonais
- Format : couleur
- Genre : comédie romantique
- Durée : 95 minutes
- Dates de sortie :
  - Hong Kong : 15 février 1990

## Distribution
- Stephen Chow : Shi Jinshui.
- Sandra Ng : Wu Daidi.
- Suki Kwan : Nancy, la supérieure de Shi Jinshui
- Shing Fui-on : le père de Wu Daidi.
- Pauline Kwan
- Bowie Wu
- Peter Lai (en)